# سیارک ۱۹۴۴۲
سیارک ۱۹۴۴۲ (به انگلیسی: 19442 Brianrice، نامگذاری:1998FM106) نوزده هزار و چهارصد و چهل و دومین سیارک کشف شده‌است که در ۳۱ مارس ۱۹۹۸ کشف شد.
قدر مطلق سیارک برابر ۲۰.۴ است.